# Histoire des Juifs à Djerba

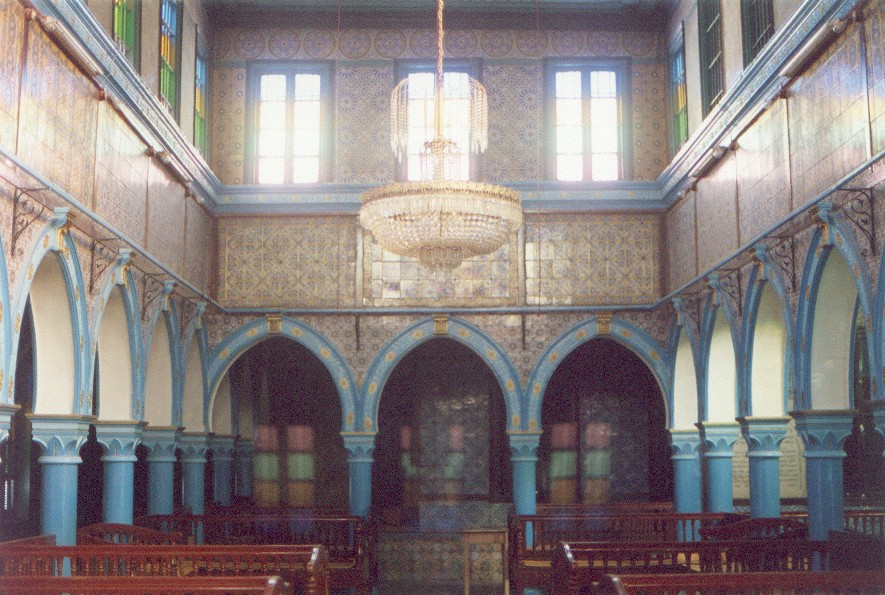
Intérieur de la synagogue de la Ghriba.

L'histoire des Juifs à Djerba remonterait à des temps très anciens, bien qu'il n'existe de preuves tangibles de son existence qu'à partir du Moyen Âge. Il s'agit aussi de l'une des dernières communautés juives à subsister dans le monde arabe.
Elle est traditionnellement répartie entre deux villages de l'île de Djerba situés à proximité des côtes du Sud de la Tunisie. Malgré sa petite taille — elle n'a jamais dépassé les 4 500 membres et n'en compte pas plus de 700 au XXIe siècle —, elle est l'une des plus connues d'Afrique du Nord, en raison de sa longévité exceptionnelle, du pèlerinage annuel à la synagogue de la Ghriba rassemblant des visiteurs de l'étranger et de la force de ses traditions. À partir du milieu du XXe siècle, la communauté a été touchée par un net déclin démographique en raison du départ de nombre de ses membres et du contexte économique et politique. L'attentat de 2002 puis la fusillade de 2023, visant tous les deux la Ghriba, affectent la communauté.

## Histoire

### Fondation de la communauté
Les traditions orales des Juifs de Djerba et des autres populations autochtones de l'île sont unanimes quant à l'ancienneté et à la continuité de la présence juive locale. Il existe plusieurs légendes fondatrices qui font toutes remonter l'arrivée des Juifs à l'Antiquité, sans que la recherche historique permette de valider l'une ou l'autre de ces hypothèses, faute de preuve historique.
Certains éléments arguent en faveur d'une présence très ancienne, parmi lesquelles l'existence de coutumes liturgiques spécifiques comme la récitation d'un long kiddouch (prière sanctifiant le vin) à Pessa'h (Pâque juive) ou la lecture de passages des Prophètes lors de shabbattot spécifiques. Ces coutumes, nécessairement survenues après l'époque des Maccabées, sont antérieures à l'unification des pratiques liturgiques juives réalisée à l'époque du Talmud. Par ailleurs, ces traditions juives de Djerba sont communes aux communautés du Yémen et du Tafilalet, aux confins du Sahara, aussi réputées pour leur ancienneté.
La version la plus courante au sein de la communauté de Djerba veut que des Cohanim (membres de la classe sacerdotale israélite) se soient installés à Djerba après la destruction du Temple de Salomon par l'empereur Nabuchodonosor II en 586 av. J.-C.. Ils auraient emporté une porte du Temple détruit et des pierres de l'édifice, incorporées dans la Ghriba de Djerba,, et en auraient fait un lieu de pèlerinage et de vénération jusqu'à nos jours. Selon cette même tradition, Dighet, l'autre nom de Hara Sghira, la localité juive se trouvant à proximité de cette synagogue, serait une forme altérée de delet, « porte » en hébreu. Par ailleurs, ce village était jusqu'au XXe siècle exclusivement peuplé de Cohanim. Il semble que la forme orale de cette légende soit ancienne ; on la retrouve pour la première fois rapportée à l'écrit dans un livre du rabbin Abraham Haim Addadi de Tripoli paru à Livourne en 1849.
Il existe des légendes qui font remonter l'installation des Juifs à une période encore plus reculée, antérieure ou contemporaine à l'existence du Temple de Salomon. L'une relate que l'implantation des Juifs sur l'île serait le résultat de l'épopée d'un général du roi David, Joab, qui après avoir pourchassé les Philistins jusqu'aux rivages de Djerba y aurait fondé une communauté. Selon une autre tradition, c'est à la suite d'une expédition de la tribu de Zebulon du temps du roi Salomon, qui à la manière des Phéniciens auraient fait cap vers l'Occident, que les Juifs seraient arrivés sur place. Enfin, une version indique que les Juifs locaux seraient les descendants de rescapés ayant fui Jérusalem après la destruction du Second Temple de Jérusalem en 70.
L'aspect symbolique est important dans l'élaboration et la transmission de ces récits. Cette filiation antique et illustre a permis aux Juifs de Djerba d'asseoir la réputation de leur communauté parfois désignée comme l'« antichambre de Jérusalem ».

### Moyen Âge
La première preuve historique concrète de la présence juive à Djerba ne date que du XIe siècle. Elle se présente sous la forme d'une lettre de commerce provenant de la Guéniza du Caire d'où sont tirés d'autres documents mentionnant les Djerbiens au Moyen Âge. Écrite vers 1030, elle fait référence à un certain Abū al-Faraj al-Jerbī (Le Djerbien) demeurant à Kairouan et commerçant avec l'Orient, soit l'Égypte et l'océan Indien. D'autres lettres d'affaires datant de cette époque évoquent des Juifs djerbiens et démontrent leur participation au grand commerce méditerranéen : l'une d'elles, antérieure à 1060, est adressée à un certain Khalaf ibn Farah al-Zerbi se trouvant en Égypte mais attendu à Kairouan et en Sicile. Dans une autre, un marchand de Tunisie indique à son correspondant basé à Fostat qu'il lui adresse 70 dinars d'or confiés à un Djerbien en échange de lin vendu. Le nom d'un Juif originaire de l'île apparaît en 1107 dans une liste d'indigents bénéficiant de l'aumône de la communauté du Caire. Tous les documents datant du milieu du XIIe siècle font référence au raid normand sur Djerba de 1135, à l'occasion duquel de nombreux Juifs sont capturés. Une lettre de 1136 indique l'arrivée d'un navire à Alexandrie transportant les captifs dont la liberté a été rachetée par la communauté locale. L'un d'eux, « Isaac, fils de Rabbi Sedaqa, le cantor, captif parmi les captifs de Djerba », ainsi qu'il se présente dans une lettre qui constitue le premier document connu écrit par un Juif djerbien, livre un témoignage intéressant. Écrivant depuis Tripoli à son bienfaiteur égyptien, il y décrit les tourments de sa captivité.
Moïse Maïmonide (1138-1204) brosse un portrait de la communauté de Djerba : il s'agit du seul témoignage sur la culture de ces Juifs au Moyen Âge. S'adressant à son fils, il indique : 
« Sois averti sur certaines gens qui vivent dans la région occidentale appelée al-Zirbi qui désigne des localités des pays de Barbarie, car ils sont stupides et rudes […] Dieu m'est témoin et juge qu'ils me paraissent semblables aux Karaïtes qui récusent la loi orale. La clarté d'esprit leur fait totalement défaut, qu'il s'agisse de traiter de la Bible et du Talmud ou d'exposer des aggadot et halakhot. Certains d'entre eux sont juges, mais leurs croyances et leurs actes en matière d'impureté rituelle sont comme ceux des enfants de l'abomination, qui sont une nation parmi les nations qui séjournent dans les terres des Ismaélites. Ils se refusent à voir la femme rituellement impure, ne regardent pas son visage ni ses vêtements, ne lui parlent pas et ne foulent pas le sol sur lequel elle a posé le pied. Ils ne mangent pas la partie postérieure de l'animal. »
Au-delà des préjugés très défavorables qui transparaissent dans cette description, apparaissent des traits marquants de ce qui va ultérieurement constituer des caractéristiques de la communauté de Djerba : l'existence de nombreux rabbins-juges (dayyanim) et l'étude de textes rabbiniques avancés. Ceux qu'ils désignent sous le terme d'« enfants de l'abomination » sont les ibadites, une obédience musulmane à laquelle la majorité des musulmans de Djerba appartiennent à cette époque. Le géographe arabe Al Idrissi, contemporain de Maïmonide, note chez ces derniers la même propension à l'exagération des exigences de pureté rituelle que ce que la description de Maïmonide laisse entrevoir chez leurs voisins juifs.
Peu d'informations filtrent sur les évènements historiques auxquels la communauté est confrontée au Moyen Âge. Les persécutions des Almohades sont évoquées brièvement dans un poème médiéval en hébreu où il est indiqué que les communautés d'El Hamma, Gafsa et Djerba sont « anéanties dans la plénitude de l'exil ».
Il existe au XIIIe siècle une communauté de Juifs djerbiens implantée à Palerme en Sicile, alors sous domination normande. Ils y constituent en 1239 une communauté distincte de celle des autres Juifs. Le droit de cultiver l'indigo et le henné leur est octroyé par le roi Frédéric II.
Durant les siècles suivants, on retrouve la trace des Juifs de Djerba dans les responsa de plusieurs rabbins du Maghreb. Ainsi, Salomon Duran d'Alger (1361-1444) se prononce sur la validité d'un divorce établi à Béjaïa et dont l'une des parties vient de Djerba. Beaucoup de ces documents portent sur des questions économiques ; il est ainsi demandé à un rabbin de se prononcer sur la validité d'une coutume de Djerba consistant à confier la garde du bétail aux musulmans pendant la durée du shabbat, une situation qui illustre les échanges économiques entre juifs et musulmans sur l'île.

### Époque moderne
À la suite de la bataille de Djerba en 1560, qui oppose une flotte européenne aux troupes de l'Empire ottoman, la première représentation cartographique détaillée de Djerba est créée. Sur celle-ci, les deux seules bourgades qui sont nommées sont les deux haras appelées Zadaïca et Giudei.
Avec la découverte des Amériques et le développement du commerce atlantique, Djerba se retrouve hors des circuits commerciaux et ses Juifs ne font guère parler d'eux. On les retrouve au XVIIIe siècle dans les registres fiscaux du gouvernement beylical auquel les Juifs de Djerba payent la djizîa, un impôt spécial que doivent acquitter dans le droit musulman les dhimmis, les non-musulmans vivant en terre d'islam. Parmi les autres obligations auxquelles sont tenus les dhimmis en échange de la protection du souverain musulman, on sait que les Juifs de Djerba respectaient la règle spécifiant que les gens du Livre doivent porter des vêtements différents de ceux des musulmans et celle voulant qu'ils ne puissent monter à cheval. Un récit relate comment un rabbin local, Shaul Ha-Cohen, tombe en larmes après avoir pris connaissance de l'affranchissement des esclaves tunisiens en 1846, puis indique à ses fidèles avoir fait un rêve prémonitoire annonçant que l'émancipation des Juifs suivrait la libération des Noirs. Quelques années plus tard, en 1857, le Pacte fondamental promulgué par Mohammed Bey abolit les mesures discriminatoires à l'égard des Juifs.
Un renouveau religieux se fait jour au XVIIIe siècle à Djerba, Tripoli et Tunis. La légende attribue cette renaissance intellectuelle à trois rabbins venus du Maroc et cherchant à se rendre à Jérusalem. Voyant l'état de délabrement des communautés d'Afrique du Nord, ils auraient décidé de dispenser leur enseignement sur place. Ces hommes sont Messaoud-Raphaël El-Fassi à Tunis, Shimon ibn Lavi à Tripoli et Aharon Perez à Djerba. Bien que l'histoire ne soit pas exacte, ces hommes n'étant pas exactement des contemporains, il est établi que Perez est d'origine djerbienne. Elle symbolise bien cette renaissance simultanée de ces centres du judaïsme maghrébin et le fait que le mouvement ait été insufflé par le contact avec des communautés extérieures, les Juifs expulsés d'Espagne et les académies rabbiniques de Palestine avec lesquelles les liens se resserrent.
Aharon Perez (mort en 1766) est connu pour avoir instauré de nombreuses règles religieuses encore en vigueur de nos jours chez les Juifs suivant le minhag (coutume) djerbien. Il interdit ainsi la consommation de sauterelles jusqu'alors considérées comme casher à Djerba et instaure la sonnerie du chophar à Roch Hachana (nouvel an).

#### Refus de l'éducation séculière
Alors que l'Alliance israélite universelle (AIU) implante avec succès son réseau d'écoles sur le territoire tunisien, les Juifs de Djerba craignant la sécularisation de leur communauté, refusent l'ouverture d'une école de l'AIU, comme ils boycottent déjà l'enseignement séculier instauré par les autorités du protectorat français, malgré les pressions des notables juifs de la capitale et du caïd local et l'usage de la force ; cette décision est un exemple rare et peut-être unique dans l'histoire de l'AIU. En effet, les rabbins frappent d'excommunication tout membre de la communauté qui coopérerait avec elle car, prenant l'exemple de Tunis où ils perçoivent un déclin du savoir et de la pratique religieuse, ils considèrent la proposition comme une atteinte à l'intégrité de leur communauté, lui préférant le système traditionnel d'enseignement rabbinique obligatoire pour les seuls garçons. En retour, les autorités du protectorat et les notables juifs de la capitale désignent longtemps les Djerbiens comme des « communautés arriérées, maintenues dans l'abjection et l'ignorance par des rabbins réfractaires à tout progrès ».

#### Succès des imprimeries
La quantité de livres juifs imprimés à Djerba depuis l'installation d'imprimeries au début du XXe siècle est exceptionnelle : on dénombre pas moins de 600 ouvrages édités pour une population qui n'a jamais dépassé les 4 500 habitants. Ces livres sont destinés prioritairement à la communauté locale et, au-delà, aux communautés du Sud de la Tunisie et à l'ensemble des Juifs du Maghreb. Certains ouvrages ont été rédigés par des professionnels, rabbins et enseignants à plein temps, mais d'autres sont le fruit du travail d'artisans ou de boutiquiers.
Avant la mise en place des imprimeries, les Djerbiens devaient faire venir de loin les ouvrages religieux nécessaires à la pratique et à l'étude du judaïsme, les livres étaient donc rares et chers sur l'île. Pour éditer leurs propres productions intellectuelles, il leur fallait recourir aux presses de Livourne en Italie, voire de Palestine. C'est en 1903 que le rabbin David Aydan fait installer la première presse. L'imprimerie va connaître son âge d'or jusque dans les années 1930. Les ouvrages des sages des générations précédentes ainsi que ceux des autorités religieuses contemporaines sont édités. On compte jusqu'à cinq imprimeries juives sur l'île. Les livres sont édités soit en hébreu, soit dans le dialecte judéo-arabe de Tunisie qui n'est intelligible que pour les Juifs de la région. Il y avait encore deux imprimeries hébraïques à Djerba dans les années 1980.

#### Départ des Juifs de Djerba
Bien que la communauté reste encore vivante au XXIe siècle, beaucoup de départs ont eu lieu à partir des années 1950, majoritairement vers Israël et dans une moindre mesure vers la France. Cette émigration est motivée par la situation économique mais aussi par une détérioration des relations entre Juifs et musulmans à Djerba, une situation liée au conflit israélo-arabe. Il y a eu trois grandes vagues de départ, la première après l'indépendance d'Israël en 1948, la seconde en 1968-1969 en raison des effets conjugués de l'expérience collectiviste menée sous le président Habib Bourguiba et de l'onde de choc provoquée par la guerre des Six Jours dans le monde arabe ; une troisième vague a lieu dans les années 1980 en raison de la détérioration croissante des relations entre Juifs et musulmans.
En 1985, un soldat tunisien chargé de maintenir l'ordre ouvre le feu dans l'enceinte de la synagogue de la Ghriba et tue cinq personnes, dont quatre Juifs. Une autre attaque touche l'édifice en 2002 ; cette fois-ci c'est un Franco-tunisien de 25 ans lié au réseau terroriste Al-Qaïda qui perpètre au volant d'un camion-citerne un attentat meurtrier qui fait 21 victimes. En 2023, un membre de la garde nationale ouvre le feu dans la synagogue, au moment du pèlerinage annuel, et fait cinq morts (deux fidèles et trois membres des forces de sécurité) avant d'être abattu par un autre membre de la garde nationale.

## Démographie
La communauté de Djerba compte 3 800 personnes en 1926 et jusqu'à 4 300 en 1946. Si l'accroissement s'était poursuivi au même rythme que le reste de la population tunisienne, l'île aurait dû compter 15 000 Juifs dans les années 1980. Cependant, à partir de la seconde moitié du XXe siècle, des vagues d'émigration vident la communauté : le nombre de Juifs à Djerba tombe à 2 600 en 1956, 1 900 en 1967 et 1 200 en 1979.
| 1909         | 1921  | 1926  | 1931  | 1936  | 1946  | 1956  | 1976  | 2003       |
| ------------ | ----- | ----- | ----- | ----- | ----- | ----- | ----- | ---------- |
| 3 000 (est.) | 3 779 | 3 828 | 4 098 | 4 109 | 4 294 | 2 684 | 1 100 | 700 (est.) |

## Géographie
La population juive de Djerba est répartie entre deux haras, des villages qui sont restés exclusivement juifs jusqu'au XXe siècle : Hara Sghira (« petit quartier ») aussi appelée Dighet, non loin de la Ghriba, et Hara Kbira (« grand quartier ») à six kilomètres au nord et désormais englobée dans l'agglomération de Houmt Souk, la plus grande ville de l'île. Alors que la population juive du Maghreb était généralement concentrée dans certains quartiers des villes musulmanes, Djerba pourrait être selon Jacques Taïeb « le seul espace juif du Maghreb à posséder deux bourgades entièrement juives, un peu comme les shtetl d'Europe orientale ».

Localisation de Hara Kbira et Hara Sghira à Djerba.

Communautés filles de Djerba et autres migrations de Djerbiens formant un archipel autour de l'île.

Selon l'interprétation donnée par Lucette Valensi et Abraham Udovitch, « les deux villages sont organiquement liés et en même temps structurellement opposés ». Hara Sghira est traditionnellement associée à l'Orient, en raison de la légende voulant que des prêtres du Temple de Jérusalem l'auraient fondé. Elle n'a été pendant longtemps habitée que par des Cohanim. Les habitants de Hara Kbira disent eux tirer leurs origines d'une migration de l'Ouest.
Dans l'imaginaire collectif, Hara Kbira est associée aux activités commerciales du Nord de l'île, et notamment au marché de Houmt Souk, tandis que Hara Sghira est associée au Sud plus agricole. Les hommes de Hara Kbira prennent femme au sein de l'autre village, l'inverse étant rare. Hara Kbira abrite onze synagogues et Hara Sghira cinq.
Au XIXe siècle, des migrants djerbiens peuplent des villes du Sud tunisien et au-delà, constituant un archipel rayonnant autour de Djerba.
La communauté de Tataouine est ainsi fondée par des migrants de Hara Sghira, les communautés de Ben Gardane, Médenine et Zarzis par ceux de Hara Kbira. Cette filiation divergente implique que jusqu'aux réformes menées à l'indépendance de la Tunisie, la juridiction religieuse dont ces communautés dépendent, appartient à l'une ou l'autre des haras de Djerba selon l'origine de leurs habitants.

## Synagogues

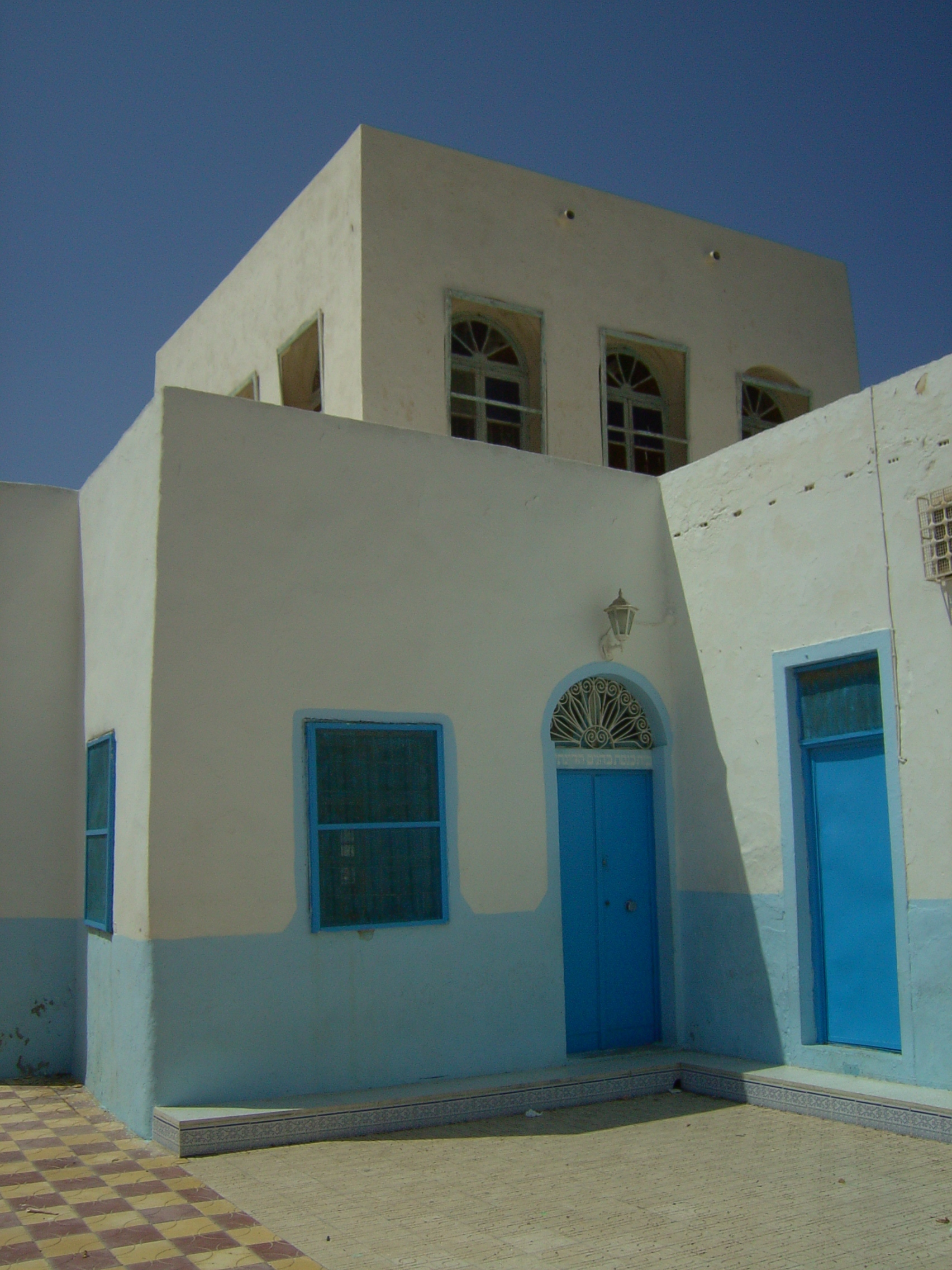
Synagogue des Dightiya à Hara Kbira surmontée d'un tambour comportant douze fenêtres en rappel des douze tribus d'Israël.

Djerba a compté jusqu'à vingt synagogues pour une population de 4 500 habitants, soit environ une pour 100 fidèles, les femmes restant absentes des lieux de culte. Il en restait encore 17 en activité dans les années 1980. Une synagogue de Houmt Souk porte le nom de ses fondateurs, les Parientes, une famille de Juifs granas originaires d'Italie. Il en existe onze autres à Hara Kbira nommées d'après un rabbin (Rebbi Betsalel, Rebbi Eliezer et Rebbi Brahem) ou d'après l'origine commune des familles les  ayant fondées (Dightiya pour ceux de Hara Sghira et Trabelsiya pour ceux de Tripoli). À Hara Sghira, on compte cinq synagogues qui sont appelées yechivot (centres d'étude), seule la Ghriba située à l'écart du village ayant droit au titre de synagogue.
Hormis la Ghriba, toutes les synagogues de Djerba, ainsi que celles des communautés satellites de Djerba (Zarzis, Tataouine, etc.) ont été construites selon un modèle similaire. Leur caractéristique la plus remarquable est leur dédoublement. Elles possèdent une salle couverte et une salle ouverte, toutes deux orientées vers Jérusalem, qui peuvent servir pour la prière. La salle ouverte encadrée d'arcades est surtout utilisée en été. Pendant la « fête des Cabanes » (Souccot) on y monte une soucca. Deux miniane (quorum de dix hommes nécessaires à la prière) s'y tiennent parfois simultanément. Au fond de la salle couverte, assez austère, se trouve le hekhal (arche sainte) où sont gardés les rouleaux de la Torah. Les murs sont dans les synagogues les plus riches couverts de faïence bleue et percés de niches où sont disposés des livres, des banquettes recouvertes d'une natte courent tout leur long, les hommes s'y installant pour étudier ou se reposer. Des tirelires fermées sont pendues au mur, correspondant à diverses œuvres charitables pour les rabbins d'Israël, l'entretien des écoles, l'ancienne compagnie qui chassait les scorpions. Sur les battants de l'arche sont placées des plaques d'argent en forme de poisson, de main, d'encensoir où sont inscrits le nom de membres de la communauté décédés. Suspendues le long des murs se trouvent des chandelles allumées en leur mémoire. C'est dans leurs synagogues plutôt que dans les cimetières où ils vont peu que les Djerbiens rappellent le souvenir de leurs proches. Certaines synagogues sont surmontées d'un tambour percé de douze fenêtres symbolisant les douze tribus d'Israël. Ce n'est pas le cas de celles de Hara Sghira, ce qui pourrait être le signe d'une date de construction à une époque où les musulmans appliquaient des restrictions pour la construction des synagogues.
On trouve souvent d'autres structures autour des synagogues, parfois un cimetière, et une pièce aux murs tapissés de livres où les rabbins recevaient les parties en conflit pour celles où a siégé un tribunal rabbinique. Souvent on trouve à leurs proximité des bibliothèques et des salles d'étude.

## Études génétiques
La communauté juive de l'île de Djerba suscite un intérêt particulier, la tradition la faisant remonter à l'époque de la destruction du premier Temple. Deux études ont tenté de vérifier cette hypothèse : la première de Gérard Lucotte et ses collègues date de 1993, la seconde de l'anthropologue Franz Manni et ses collègues date de 2005. Elles concluent également que le patrimoine génétique paternel des Juifs de Djerba est différent de celui des Arabes et des Berbères de cette île. Pour la première étude, 77,5 % des échantillons testés sont de l'haplotype VIII (probablement similaire à l'haplogroupe J selon Lucotte), la seconde montre que 100 % des échantillons sont de l'haplogroupe J*. La seconde étude suggère qu'il est peu vraisemblable que la majorité de cette communauté provienne d'une colonisation ancienne de l'île alors que, pour Lucotte, il est difficile de déterminer si cette fréquence élevée représente réellement une relation ancestrale.
Ces études suggèrent donc que le patrimoine génétique paternel des Juifs d'Afrique du Nord provient majoritairement du Moyen-Orient avec une contribution africaine, probablement berbère, minoritaire mais significative.